# اندیس جنوب گود چاه
جنوب گود چاه یک اندیس فلزی است که در حوالی شهر باشتین استان خراسان قرار دارد و مادهٔ معدنی موجود در آن، مس است.سنگ میزبان این اندیس گل سنگ، مارن، سیلت استون است و دیرینگی آن به دوران نئوژن می‌رسد. در این اندیس، پاراژنز‌های پیریت، هماتیت یافت می‌شوند.